# Verboden zone

Band gap bij metalen, halfgeleiders en isolatoren

Structuur van geleidings- en valentieband

De verboden zone, bandkloof of band gap is in de vastestoffysica en materiaalkunde het energieverschil tussen de bovenkant van de valentieband en de onderkant van de geleidingsband in isolatoren en halfgeleiders. De elektrische en optische eigenschappen van een vaste stof worden hoofdzakelijk bepaald door de grootte van de verboden zone. De grootte van de verboden zone wordt meestal gegeven in elektronvolt (eV).
Stoffen met een grote verboden zone zijn in het algemeen isolatoren, die met kleinere afstanden halfgeleiders. Geleiders hebben een zeer kleine verboden zone of helemaal geen, omdat de valentie- en geleidingsbanden elkaar raken of overlappen.
Elektronen bevinden zich in de stof in een toestand met bepaalde energie en bezetten de laagst mogelijke energieband. Vanwege het uitsluitingsprincipe van Pauli kunnen er geen twee elektronen in de stof bestaan met dezelfde eigenschappen. Aangezien er miljarden atomen zitten in een vaste stof, verspreiden de elektronen zich over een band van energie. Ofwel, doordat de golffuncties van naburige atomen in een vaste stof met elkaar overlappen hebben de mogelijke energieniveaus van de stof de neiging om banden te vormen. Niet alle mogelijke energieniveaus zijn "toegestaan", daardoor zit er tussen verschillende banden een 'verboden zone' of energiekloof. Het niveau tot waar bij 0 kelvin alle energieniveaus gevuld zijn met elektronen wordt het fermi-niveau genoemd.
Een elektron kan door toevoeging van energie (door warmte of energie van fotonen) van de valentieband naar de geleidingsband gaan. Hier heeft het elektron veel meer ruimte en kan bewegen, wat elektrische geleiding veroorzaakt. De temperatuur of golflengte die nodig is om de elektronen in de valentieband van genoeg energie te voorzien, is uit te rekenen met respectievelijk:
{\displaystyle E=k\,T}
en
{\displaystyle E=h\,{\frac {c}{\lambda }}}
Hierin is {\displaystyle E} de energie, {\displaystyle k} de boltzmannconstante, {\displaystyle T} de temperatuur, {\displaystyle h} de constante van Planck, {\displaystyle c} de lichtsnelheid en {\displaystyle \lambda } de golflengte. Zo kan worden berekend dat zichtbaar licht elektronen over een band gap van maximaal 3,26 eV kan heen helpen.
Energiesprong tussen de valentieband en de hoger gelegen geleidingsband van een materiaal:
- isolator > 5 eV
- halfgeleider ~ 1 eV
- geleider < 0 eV (overlapping van valentie- en geleidingsband)

Band gap Eg voor materialen met covalente bindingen:
- diamant: 5,3 eV
- zinksulfide: 3,6 eV
- galliumarsenide: 1,42 eV
- silicium: 1,14 eV
- germanium: 0,67 eV

In een coderingssysteem voor halfgeleiders wordt de grootte van de band gap met de volgende letters als beginletter aangeduid:
- A germanium: 0,6 à 1,0 eV
- B silicium: 1,0 à 1,3 eV
- C galliumarsenide: 1,3 à ...
- R samengestelde materialen; cadmiumsulfide: 2,42 eV

Een component met de codering BC547 is dan bijvoorbeeld een siliciumtransistor.